# Жив собі чорний кіт (мультфільм)
«Жив собі чорний кіт» — анімаційний фільм 2007 року студії Укранімафільм, режисер — Юрій Марченко.

## Сюжет
Мультфільм про те, як живеться чорному коту.

## Над фільмом працювали
- Автор сценарію: Світлана Цвєленьєва;
- Режисер: Юрій Марченко;
- Художник-постановник: Ярослава Руденко-Шведова;
- Композитор: Неля Бикова;
- Звукорежисер: Андрій Обод;
- Аніматори: Юрій Марченко, Ігор Хоменко, Віталій Віленко, Ганна Шиманська, Костянтин Федоров, Тетяна Гагуріна, Людмила Дубова;
- Художники: Валентина Кузьмич, Ірина Романюк, Зоряна Хомюк, Валентина Божнюк, Наталія Кириченко, Галина Кугунова, Наталія Губенко;
- 3-D фони і анімація: Станіслав Марченко;
- Актори: Андрій Золотілов, Ельзара Баталова;
- Монтаж і композит: Віктор Радкевич;
- Асистент режисера: Людмила Скройбіж;
- Редактор: Світлана Куценко;
- Директор знімальної групи: Алла Шебанова;
- Продюсер: Віктор Слєпцов.